# Quiet Riot
Quiet Riot es una banda estadounidense de heavy metal que, entre 1983 y 1984, contribuyó al éxito del llamado glam metal en los años 1980. Son conocidos por sus éxitos «Metal Health» y «Cum On Feel the Noize».
La banda se fundó en 1973 por el guitarrista Randy Rhoads y el bajista Kelly Garni bajo el nombre original de Mach 1, antes de cambiar el nombre a Little Women y finalmente a Quiet Riot en 1975. La formación original estaba formada por el vocalista Kevin DuBrow, Randy Rhoads, Kelly Garni y el baterista Drew Forsyth. Su formación actual no cuenta con ningún miembro original, y consiste en el vocalista Jizzy Pearl, el baterista Johnny Kelly, el bajista Rudy Sarzo, y el guitarrista Alex Grossi.
El nombre Quiet Riot viene de una frase en la novela de John Barth de los años 1960, Giles Goat-Boy. Están en el número 100 de los 100 Mejores Artistas de Hard Rock de VH1. Lograron vender unas 16 millones de copias en Estados Unidos y a nivel mundial sus ventas superan los 60 millones de copias.
Kevin DuBrow, el vocalista original y el de mayor duración durante la existencia de la banda, fue encontrado muerto en su casa en Las Vegas, Nevada, el 25 de noviembre de 2007. La muerte se debió a una sobredosis de cocaína. Quiet Riot se separó temporalmente después de su muerte, pero fue revivida por Banali en 2010. Después de varios años Banali reúne músicos y con jóvenes talentos en 2017 anuncia su nuevo vocalista que se trataría nada menos que del finalista de American Idol James Durbin.
En mayo del 2017 tras reclutar a James Durbin Quiet Riot trabaja por unos meses y en agosto del 2017 sale su nuevo álbum de estudio titulado “Road Rage" con el cual lanzan el sencillo - y también el videoclip - “Can't Get Enough" teniendo una respuesta positiva en Estados Unidos, Inglaterra, México, Japón y Argentina. En 2019 editan Hollywood Cowboys con James Durbin ya reemplazado por Jizzy Pearl. Banali murió el 20 de agosto de 2020 tras una batalla de dieciséis meses contra el cáncer de páncreas. Aproximadamente tres semanas después de su muerte, los miembros sobrevivientes de la banda anunciaron que seguirían adelante sin Banali -quien deseaba que continuaran manteniendo vivo el nombre de Quiet Riot- reemplazado por Johnny Kelly.

## Historia

### Primeros años:Quiet Riot IyQuiet Riot II
Los cuatro miembros originales, grabaron su primer álbum Quiet Riot, o (QR I), que fue lanzado en Japón en 1978. Meses después, el bajista Kelly Garni dejó la banda. Después de reemplazarlo con Rudy Sarzo, el segundo álbum Quiet Riot II, o (QR II), fue grabado y lanzado en Japón en 1979.
En noviembre de 1979, después de fallar el lanzamiento de un álbum en Estados Unidos, Randy Rhoads siguió el consejo de su amigo Dana Strum y se unió a la banda de Ozzy Osbourne. DuBrow y Forsyth trataron de mantener la banda unida después de la separación de Rhoads. De 1980 a 1982 el nombre de la banda fue cambiado a DuBrow.

### Metal HealthyCondition Critical
Después de la muerte de Rhoads en un accidente de avión el 19 de marzo de 1982, DuBrow quiso reformar Quiet Riot. Ninguno de los miembros originales estaba interesado, así que el hermano de Tony Cavazo, Carlos Cavazo, se unió como guitarrista, Sarzo se unió de nuevo a la banda en el bajo, y un amigo de Rudy, el baterista Frankie Banali, completó el grupo.
En septiembre de 1982, con un poco de ayuda del productor Spencer Proffer, firmaron con CBS Records en América, y el 11 de marzo de 1983, su primer álbum en América Metal Health fue lanzado. con dos temas interpretados por Chuck Wright al bajo y el resto por Sarzo (sus dos álbumes anteriores, QR I y QR II, no habían sido lanzados todavía en los Estados Unidos).
El 27 de agosto de 1983 fue lanzado el segundo sencillo de Quiet Riot «Cum on Feel the Noize», un cover del éxito de Slade en 1973. Estuvo dos semanas en el número 5 de Billboard en noviembre de 1983. Fue la primera canción de heavy metal en estar en el Top 5 de Billboard y también la primera canción de Slade grabada por el grupo. El éxito de «Cum on Feel the Noize» ayudó a Metal Health a alcanzar el top de Billboard en álbum Pop, siendo el primer álbum de heavy metal en alcanzar el puesto #1.
Un álbum en el #1 y un sencillo en el Top 5 era lo mejor para una banda de heavy metal en 1983. El álbum Metal Health también destronó del #1 al álbum Synchronicity de The Police. Metal Health abrió el camino a un nuevo y más fuerte estado comercial del heavy metal. Metal Health se quedó en el puesto 1 por solo una semana, hasta que el álbum Can't Slow Down de Lionel Richie alcanzó el número 1 por tres semanas.
El siguiente álbum del grupo, Condition Critical, fue lanzado el 7 de julio de 1984, y fue una decepción crítica y comercialmente, vendiendo solo 3 millones de copias. El lanzamiento incluía de nuevo un cover de Slade, el sencillo «Mama Weer All Crazee Now». Frustrado, DuBrow empieza a mandar cartas a bandas metaleras nuevas en Los Ángeles sabiendo que su éxito era en parte debido a los éxitos del pasado de Quiet Riot. Esto condujo a Sarzo a separarse del grupo en 1985. Para entonces, la gira sudamericana contó con Kjell Benner en el bajo. El viernes 19 de abril de 1985 Quiet Riot tocó por única vez en Buenos Aires (Argentina) en el estadio Luna Park. Llegados nuevamente a los Estados Unidos, el puesto de bajista en Quiet Riot fue cubierto por Chuck Wright de Giuffria.

### QRIIIyQuiet Riot
Luego, la banda lanzó QRIII en 1986, que fue otra decepción comercial. Cansados de DuBrow, el resto de Quiet Riot lo despidieron de su propia banda y lo reemplazaron con el vocalista Paul Shortino. Chuck Wright a su vez fue reemplazado por Sean McNabb. En 1988 la banda lanzó su álbum Quiet Riot, que fue otro fracaso. Este álbum de 1988 técnicamente tenía el mismo nombre que su primer álbum original con Randy Rhoads. La banda cayó después de un tour que terminó en Hawái en 1989 y DuBrow peleó para tomar el control de la banda.

### TerrifiedyDown to the Bone
DuBrow y Cavazo formaron Heat, pero eventualmente cambiaron el nombre a Quiet Riot de nuevo y lanzaron Terrified (1993) con Banali y Kenny Hillery (Bajo). Ese mismo año, DuBrow lanzó The Randy Rhoads Years con canciones de los álbumes de Quiet Riot de Columbia Records y algunos materiales no lanzados previamente. Hillery se fue en 1995 y se suicidó el 5 de junio de 1996; Wright se reunió al grupo para tocar el bajo. La banda lanzó Down to the Bone ese mismo año. El año siguiente la banda lanzó un Greatest Hits, que no incluía ninguna de las canciones de los dos discos originales de Rhoads y nada de los dos álbumes de los 90's, pero sí tenía unas cuantas canciones del álbum de 1998. Después de eso, Rudy Sarzo se unió de nuevo en 1997, y la banda salió de gira.

### Alive and WellyGuilty Pleasures
La gira no fue lo que se esperaba, y la banda fue arrestada en varias ocasiones; un fan molesto demandó a DuBrow por lesiones sufridas durante una presentación. El grupo siguió, y lanzó Alive and Well en 1999, que contenía nuevas canciones y muchos éxitos nuevamente grabados. Ellos siguieron a este álbum con Guilty Pleasures en 2001.

### Rehab

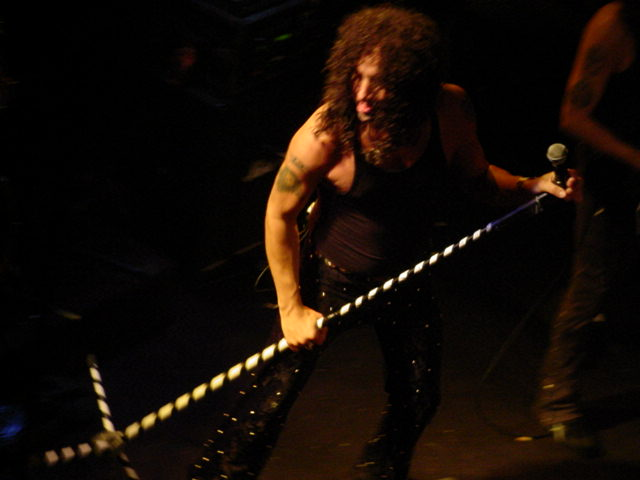
DuBrow tocando en vivo.

Quiet Riot oficialmente se separó en febrero de 2003, y Sarzo se unió a Dio en el siguiente año. Pero ellos reformaron el grupo en 2005. Esta nueva unión incluye a DuBrow, Banali, Wright, y el guitarrista Alex Grossi. La banda fue presentada en el Rock Never Stops Tour en 2005 junto a Cinderella, Ratt y FireHouse.
En 2004, DuBrow grabó su primer disco en solitario, In for the kill, una colección de covers.
En 2006 Chuck Wright y Alex Grossi dejaron la banda, formando L.A. Guns / Brides of Destruction. El guitarrista Tracii Guns se unió a la banda en 2006 y la dejó dos semanas después, por diferencias musicales. El último disco de estudio de Quiet Riot, Rehab (álbum), fue lanzado en octubre de 2006. Las últimas presentaciones de la banda fueron en el festival glam Rocklahoma y en un concierto gratuito a mediados de septiembre para miembros de servicio de la base aérea Kessler AFB en Biloxi, Misisipi

### Muerte de Kevin DuBrow
El 25 de noviembre de 2007, Kevin DuBrow fue hallado muerto en su casa de Las Vegas.
Su amigo y compañero de banda, el baterista Frankie Banali, expresó lo siguiente en su sitio web oficial:
"Por favor respeten mi privacidad mientras me lamento por la muerte y honro la memoria de mi querido amigo, Kevin DuBrow".
El 10 de diciembre de 2007, los informes de los medios confirmaron que DuBrow fue declarado muerto el 25 de noviembre de 2007, y más tarde se determinó que había muerto por una sobredosis de cocaína aproximadamente seis días antes. El 14 de enero de 2008, Banali emitió la siguiente declaración a través de su sitio web sobre el futuro de Quiet Riot:
"Me han contactado para ver si me interesaría contactar a Rudy Sarzo y Carlos Cavazo y audicionar cantantes para Quiet Riot. También para ver si me interesaría contactar y reformar la versión de Quiet Riot que incluía Paul Shortino, Carlos Cavazo y Sean McNabb. Permítanme hacer esto muy simple y perfectamente claro. Mientras sigo activamente involucrado en los intereses comerciales de Quiet Riot y continuaré en esa capacidad, rechazo todas las sugerencias para que Quiet Riot continúe como una entidad en vivo. Mi amistad, amor y respeto por Kevin DuBrow, así como mi amor y afecto personal por la madre de Kevin y su familia hacen que sea inconcebible para mí albergar alguna ovación para reformar o continuar Quiet Riot. Kevin también fue importante y es difícil continuar sin él. También sería una falta de respeto a los fanáticos que han apoyado a Quiet Riot durante casi 25 años. Agradezco a todos por la maravillosa, y en ocasiones, impredecible aventura que pude compartir como miembro de Quiet Riot. La única pena que tengo es la pérdida de Kevin. Puede él descansar en paz. Ahora comienzo la vida después de Quiet Riot ".

### 10
A pesar de lo dicho sobre un nuevo regreso de Quiet Riot como una banda en vivo, Banali anunció una nueva versión de Quiet Riot en septiembre de 2010 con él mismo en la batería, Chuck Wright en el bajo, Alex Grossi en la guitarra y el recién llegado Mark Huff (anteriormente en una banda tributo a Van Halen llamada 5150) en la voz. La banda ha buscado las bendiciones de la familia DuBrow, y la madre de DuBrow alentó a Banali a revivir a la banda. En julio de 2011, esta alineación recorrió Alemania como soporte para Slayer y Accept.
El 12 de enero de 2012, mientras Huff estaba esperando una cirugía cerebral, Quiet Riot emitió un comunicado, anunciando que se habían separado de Huff, y lo estaban reemplazando por próximas citas con Keith St. John (anteriormente de Montrose). Huff descubrió que había sido despedido en línea. En marzo de 2012, Banali contrató al vocalista desconocido Scott Vokoun para reemplazar por completo a Huff.
En noviembre de 2013, se anunció que Scott Vokoun se había separado amistosamente de Quiet Riot, y que su reemplazo fue el vocalista de Love/Hate Jizzy Pearl, quien tocó su primer show con la banda el 31 de diciembre en Flagstaff, Arizona. La banda entró a estudios de grabación para un nuevo álbum.
En diciembre de 2013, Frankie Banali fue entrevistado por Loudwire, allí discutió el futuro de Quiet Riot, así como su próximo álbum. Reveló que el álbum incluiría seis nuevas canciones grabadas en estudio, con el exbajista Rudy Sarzo y el bajista de sesión de Rehab Tony Franklin tocando en dos canciones cada uno, así como cuatro canciones en vivo tomadas de los últimos shows grabados profesionalmente con Kevin DuBrow con la banda en 2007. Banali dijo sobre las elecciones de canciones:
"Tomé la decisión consciente de no utilizar las canciones habituales que la gente esperaría. Escogí pistas que eran especiales y de momento. Digamos que habrá una pista familiar, dos opciones inesperadas y una que muestre las raíces de Quiet Riot y cómo la banda interactuó en la arena en vivo. Creo que los fanáticos de Quiet Riot realmente apreciarán mis elecciones ".
El 25 de junio de 2014, Quiet Riot anunció el título de su álbum, junto con un fragmento de una nueva canción titulada "Rock in Peace". El álbum fue lanzado solo dos días más tarde en línea en Amazon e iTunes.
Finalmente, se edita el nuevo álbum Quiet Riot 10 en forma totalmente independiente y por primera vez no se lanza en formato físico sino que se hace exclusivamente a través de la plataforma digital iTunes.
El sonido del álbum mezcla heavy metal con elementos de blues rock e influencias generales de hard rock. Muchos fanáticos de la encarnación de la banda expresaron su escepticismo sobre el álbum. Sin embargo, ha recibido críticas positivas generales de publicaciones como KNAC.com y Music Enthusiast Magazine.

### Documental
"Quiet Riot: Well Now You're Here, There's No Way Back" es un documental de 2015 dirigido por la ex actriz Regina Russell, esposa de Banali. La película tuvo su primer festival en el Festival de Cine de Newport Beach 2014 y ganó el premio Festival Honors por "Logros Sobresalientes en Cinematografía" en la categoría de música. Se estrenó el 29 de enero de 2015 en Showtime y se proyectó fuera de concurso en el Festival de Cine de Cannes 2015. Las críticas fueron alentadoras lo cual generó confianza para seguir adelante.

### 2016, un año de intensa actividad en vivo
El 16 de abril tocan en Pima County Fair, Tucson Arizona, dando inicio a una gira que los llevaría por gran parte de los Estados Unidos pero también en festivales europeos como ser el ”Brienzersee Rock Festival” en Brienz, Suiza, y el "Skogrojet Festival" en Rejmyre, Suecia el 5 y 6 de agosto respectivamente. Luego vuelven a su país y en noviembre tocan en el Carioca Club de San Pablo, Brasil el sábado 26 en el 15° aniversario de la radio Kiss FM. Medios locales y de Argentina (Delta 80) cubrieron en exclusiva el concierto. Finalmente, el 10 de diciembre cierran el año en el Kanza Hall de Overland, Kansas, siendo este el último concierto de Jizzy Pearl. El vocalista se aleja amistosamente para continuar su carrera solista siendo reemplazado por Seann Nicols.

### Road Rage
El decimotercer álbum de estudio es el primer álbum que presenta al ex American Idol James Durbin en la voz principal. El álbum fue grabado originalmente con el vocalista Seann Nicols, un exmiembro de Adler's Appetite and Icon, programado para el lanzamiento el 21 de abril de 2017. Sin embargo, Nicols fue despedido de la banda en marzo, y posteriormente se anunció que el álbum sería pospuesto para que la voz y letras de Nicols puedan ser reemplazadas y regrabadas por Durbin. Finalmente, el álbum se lanzó el 4 de agosto de 2017. La revista Billboard presentó el video musical del sencillo "Can't Get Enough" dirigido por Regina Russell Banali el 24 de julio de 2017.
Durante el mismo 2017 y posterior 2018, los conciertos se fueron sumando uno tras otro a lo largo y ancho de los Estados Unidos siendo también invitados como artistas del sello italiano al "Frontiers Rock Festival" en Milán, Italia el 28 de abril de 2018. Frankie Banali informa que el concierto se grabará para la posterior edición en DVD. Promediando el año, Joey Tafolla reemplaza a Alex Grossi en la gira durante agosto y septiembre. En noviembre tocan cuatro conciertos en México para cerrar el fructífero año el 29 de diciembre en el Whysky a Go Go.
El nuevo año trae la edición temprana (25 de enero) del concierto del año anterior en Italia bajo el título "One Night in Milan".

### La salud no es metálica
Banali se vio obligado a no participar en varios conciertos de Quiet Riot a lo largo de 2019 mientras recibía tratamiento para el cáncer de páncreas en etapa IV, aunque no reveló su diagnóstico hasta octubre de ese año. Fue reemplazado por el ex baterista de Type O Negative Johnny Kelly y el ex W.A.S.P., Mike Dupke dependiendo de la disponibilidad de cada baterista. En septiembre de 2019, Durbin dejó la banda para "seguir su propio camino" según Banali, y Pearl fue recontratado como vocalista principal. Dos meses después, se lanzó el decimocuarto álbum de estudio de Quiet Riot, y el segundo y último en presentar a Durbin, Hollywood Cowboys.
El 20 de agosto de 2020 Banali muere por el cáncer de páncreas que le habían diagnosticado dieciséis meses antes. Su muerte dejó al bajista Rudy Sarzo y al guitarrista Carlos Cavazo como los únicos miembros supervivientes de la formación "clásica" de Metal Health.

### Johnny Kelly reemplaza a Frankie Banali (2020-presente)
El 9 de septiembre de 2020, Quiet Riot anunció en su página de Facebook que continuaría sin Banali, quien había deseado que mantuvieran viva la música y el legado de la banda. Fue reemplazado por Johnny Kelly, quien había reemplazado a Banali en las giras de la banda en 2019 y 2020.

## Presentaciones en América Latina
- 20/10/2019 - Estadio Caliente Xoloitzcuintles de Tijuana, México
- 15/06/2019 - Isla Verde, Puerto Rico
- 18/11/2018 - Pabellón Cuervo de la Ciudad de México
- 17/11/2018 - Domo de la Feria de León, México
- 16/11/2018 - Palacio del Arte de Morelia, México.
- Semana de la moto Mazatlan, Sinaloa.
- 15/11/2018 - Teatro Diana de Guadalajara, México
- 26/11/2016 - Carioca Club, São Paulo, Brasil
- 18/10/2015 - Pepsi Center WTC, Ciudad de México, México
- 17/10/2015 - Plaza de Toros Santa María, Santiago de Querétaro, México
- 16/10/2015 - Escena, Monterrey, México
- 09/08/2014 - Royal Center, Bogotá, Colombia
- 08/08/2014 - Aeroparque Juan Pablo II, Medellín, Colombia
- 17/05/2014 - Light Club, Hermosillo, México
- 16/05/2014 - Teatro del Pueblo, Ciudad Obregón, México
- 15/05/2014 - Parque Vicente Guerrero, Mexicali, México
- 17/06/2007 - Auditorio Josefa Ortiz de Domínguez, Santiago de Querétaro, México
- 10/06/2006 - Estadio del UDNL, Monterrey, México
- 06/05/2006 - Coliseum Nac de Ingenieros, Tegucigalpa, Honduras
- 04/05/2006 - Galpón 6 (Ex-Oz), Santiago, Chile
- 20/08/2005 - Coliseo de Puerto Rico José Miguel Agrelot, San Juan, Puerto Rico
- 20/03/2005 - Palacio de los Deportes, Bogotá, Colombia.
- 19/03/2005 - Next disco, Ciudad de Panamá, Panamá
- 18/03/2005 - Estadio del Ejército, Ciudad de Guatemala, Guatemala
- 13/11/2004 - Monterrey Metal Fest Vol. 1 / Auditorio Coca-Cola, Monterrey, México
- 04/04/1998 - Pedreira do Chapadao, Campinas, Brasil
- 22/03/1998 - CUM, Hermosillo, México
- 15/01/1998 - Salonazo de Surquillo, Lima, Perú
- 04/09/1997 - Anfiteatro Tito Puente, San Juan, Puerto Rico
- 22/07/1997 - Plaza de Toros, Ciudad de México, México
- 05/09/1995 - Ginásio do Maracanãzinho, Río de Janeiro, Brasil
- 05/09/1992 - Toreo Cuatro Caminos, Ciudad de México, México
- 11/02/1989 - Estadio Hernán Ramírez Villegas, Pereira, Colombia
- 09/02/1989 - Coliseo Cubierto El Campín, Bogotá, Colombia
- 04/05/1986 - Poliedro de Caracas, Caracas, Venezuela
- 03/05/1986 - Poliedro de Caracas, Caracas, Venezuela
- 25/01/1986 - Club de Golf, Acapulco, México
- 17/05/1985 - Estadio Hiram Bithorn, San Juan, Puerto Rico
- 28/04/1985 - Ginásio do Maracanãzinho, Río de Janeiro, Brasil
- 23/04/1985 - Giganthino Arena, Porto Alegre, Brasil
- 19/04/1985 - Estadio Luna Park, Buenos Aires, Argentina
- 02/04/1985 - Ginásio do Corinthians, São Paulo, Brasil
- 25/10/1984 - Estadio Jalisco, Guadalajara, México
- 03/12/1983 - Coliseo Roberto Clemente, San Juan, Puerto Rico

## Cultura Pop
En el episodio del 2005 de Los Simpson titulado The Father, The Son, and The Holy Guest Star, la banda es representada como convertida en una banda religiosa llamada Pious Riot. Cuando Bart los llama: banda de rock de los 40's, Kevin le responde: «Hemos tocado en más ferias estatales que The Beatles».

## Legado e influencia
Quiet Riot dejó una marca significativa en la historia del hard rock y heavy metal, siendo pionera en llevar este género a la cima de las listas de ventas con su álbum Metal Health (1983). Este disco, que incluye éxitos como "Cum on Feel the Noize", convirtió a la banda en la primera de heavy metal en alcanzar el número uno en el ranking de álbumes de Billboard, un hito que contribuyó a su reconocimiento mundial.
En Japón, la banda ya gozaba de una considerable popularidad, la cual se vio amplificada tras el éxito del álbum. Asimismo, su influencia se extendió en Estados Unidos, Europa y América Latina, con una base de seguidores especialmente notable en México, Brasil y Argentina.
En la era digital, el legado de Quiet Riot continúa vivo a través de comunidades en línea donde los fanáticos intercambian información y curiosidades sobre la banda. Estas plataformas permiten a seguidores de todo el mundo, como los de Japón y Argentina, mantener y expandir el interés en su música.

## Miembros
Miembros Actuales
- Rudy Sarzo – bajo
- Alex Grossi – guitarra
- Jizzy Pearl – voz
- Johnny Kelly - batería

## Discografía
Álbumes de estudio
- 1978 Quiet Riot
- 1978 Quiet Riot II
- 1983 Metal Health
- 1984 Condition Critical
- 1986 QRIII
- 1988 Quiet Riot
- 1993 Terrified
- 1995 Down to the Bone
- 1999 Alive and Well
- 2001 Guilty Pleasures
- 2006 Rehab
- 2014 Quiet Riot 10
- 2017 Road Rage
- 2019 Hollywood Cowboys

Álbumes en vivo
- 1984 Live Riot
- 2005 Live & Rare Volume 1
- 2007 Extended Versions (Recorded live in Pasadena and Nashville, 1983)
- 2012 Live at the US Festival, 1983
- 2019 One Night in Milan

Álbumes recopilatorios
- 1990 Winners Take All
- 1993 The Randy Rhoads Years
- 1996 Greatest Hits
- 1999 Super Hits
- 2000 The Collection
- 2008 Playlist: The Very Best of Quiet Riot

Sencillos
- 1977 "It's Not So Funny"
- 1979 "Slick Black Cadillac"
- 1983 "Metal Health"
- 1983 "Cum On Feel The Noize"
- 1983 "Slick Black Cadillac"
- 1984 "Mama Weer All Crazee Now"
- 1984 "Party All Night"
- 1984 "Winners Take All"
- 1984 "Bad Boy"
- 1986 "The Wild and the Young"
- 1986 "Twilight Hotel"
- 1988 "Stay With Me Tonight"
- 1993 "Little Angel"
- 2017 "Can't Get Enough"

## Videografía
- 1986 - "Bang thy head" - Publicado el 19 de septiembre de 1986 / CBS
- 1998 - "Bang thy head" - Relanzado en DVD el 1 de enero de 1998 por CBS / Fox Video
- 2003 - "Live in the 21st Century" - Publicado el 11 de noviembre de 2003 / 2RS Studios/Creative Worx Entertainment
- 2004 - "'89 Live in Japan" - Publicado el 16 de noviembre de 2004 / MVD Visual Records
- 2012 - "Live At The US Festival" - Publicado el 26 de marzo de 2012
- 2012 - "Randy Rhoads / The Quiet Riot Years" - Red Match Productions / 2012
- 2014 - "Well now you're here, there's no way back" - Publicado el 29 de abril de 2014

Vídeos musicales
- Metal Health (Bang Your Head) (Metal Health)
- Cum On Feel The Noise (Metal Health)
- Mamma Were All Crazy Now (Condition Critical)
- Party All Night (Condition Critical)
- The Wild and The Young (QRIII)
- Twilight Hotel (QRIII)
- Stay With Me Tonight (Quiet Riot)
- Picking Up The Pieces (The Randy Rhoads Years)
- Can't Get Enough (Road Rage)
- In the blood (Hollywood Cowboys)